# هیبت طبیب
هیبت‌الله طبیب غفاری معروف به هیبت طبیب، قاضی ایرانی متولد ۱۳۲۶ در دزفول است و عضو مبارزین دموکرات در تهران در سال‌های قبل از انقلاب بوده‌است.
او همچنین پدر طنزپرداز، کارگردان و بازیگر خیرون می‌باشد که در فیلم همه ما سه نفر یا هیچ‌یک نقش پدر خود را بازی کرده‌است.